# ジェニーヴァ・ロバートソン＝ドウォレット
ジェニーヴァ・ロバートソン＝ドウォレット（Geneva Robertson-Dworet, 1985年5月8日 - ）は、アメリカ合衆国の脚本家である。

## 学歴
2007年にハーバード・カレッジを卒業した。在籍時は『ハーバード・ランプーン』で執筆していた。

## キャリア
2015年に彼女は『トゥームレイダー』のリブート版の脚本書き直しのために雇われ、それは2018年にアリシア・ヴィキャンデル主演、ローアル・ユートハウグ監督で公開された。2019年には脚本の1人として参加したマーベル・スタジオの女性スーパーヒーロー映画『キャプテン・マーベル』が公開された。
彼女はDCエクステンデッド・ユニバースの一端であるデヴィッド・エアーによる『ゴッサム・シティ・サイレンズ』の映画化や『シャーロック・ホームズ』の第3作、『ダンジョンズ&ドラゴンズ』の新たな映画、『アルテミス』の映画版の脚本執筆が報じられている。
この他にスパイダーマン関係のキャラクターであるブラックキャットとシルバーセーブルを題材とした映画『Silver & Black』を執筆予定であったが、ソニーが製作スケジュールから削除したためにプロジェクトの実現は不透明なものとなった。

## フィルモグラフィ
| 年   | 作品名 原題                                         | クレジット |
| ---- | --------------------------------------------------- | ---------- |
| 2018 | トゥームレイダー ファースト・ミッション Tomb Raider | 原案・脚本 |
| 2019 | キャプテン・マーベル Captain Marvel                 | 原案・脚本 |